# بني براك

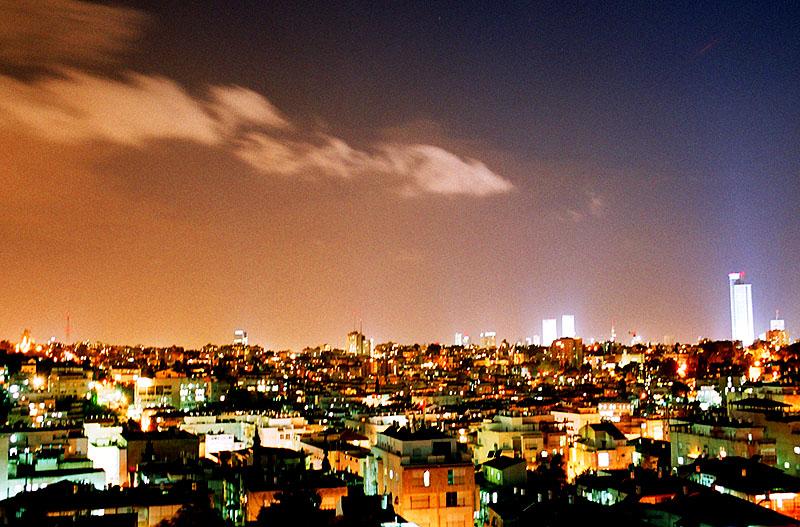
مدينة بني براك.

بني براق أو بني براك (بالعبرية: בְּנֵי בְּרַק) مدينة إسرائيلية، تقع على ساحل البحر المتوسط ضمن مقاطعة تل أبيب وشرق مدينة تل أبيب. تأسست عام 1924 كمستعمرة ملاصقة لقرية «الخيرية» الفلسطينية المهجّرة بفعل حرب 1948. تبلغ مساحتها 7,088 دونم. وحسب مكتب الإحصاءات الإسرائيلي، يقطنها مايزيد عن 154,000 نسمة، وتعد واحدة من أفقر المدن الإسرائيلية وأكثرها كثافة بالسكان. يشار بالذكر إلى أنه تعود تسمية المدينة إلى عهد الآشوريين في فلسطين لمدينة قديمة تحمل اسم «بناي بركا». أغلبية سكان المدينة هم من اليهود الحريديم. وهي أكثر المدن الإسرائيلية كثافة سكانية.

## تاريخ
كانت قرية «الخيرية» الفلسطينية المهجّرة، مبنية على رقعة مستوية من الأرض، في السهل الساحلي الأوسط. وكانت شبكة الطرق التي تمر بالقرية وبالقرب منها، تسير لها الوصول إلى مدن يافا واللد والرملة وتل أبيب فضلا عن القرى المحيطة. في أوائل القرن الثامن عشر قبل الميلاد، سجل الملك الآشوري سنحاريب أسماء بلدات السهل الساحلي الفلسطيني التي فتحها وكان بينها بناي بركا، التي كانت في موقع الخيرية. وقد عرفت هذه القرية أيام الرومان باسم «بنيبراك». وعرفت القرية باسم «ابن برق» طوال العصر العثماني. في سنة 1596 كانت القرية تقع في ناحية الرملة (لواء غزة). في فترة الانتداب غير سكان القرية اسمها فجعلوها «الخيرية»، للتفريق بينها وبين مستعمرة «بني براك» الصهيونية التي أسست على بعد 6 كلم شمالي القرية في سنة 1924، والتي امتدت أراضيها لتشمل أراضِ مصادرة تابعة لقرية «الخيرية» الفلسطينية المهجّرة، بعد تهجير أهلها واحتلالها في 25 نيسان / أبريل 1948 عبر لواء إسكندروني الإسرائيلي.

## توأمة
لبني براك اتفاقيات توأمة مع كل من:
- بلدة ليكوود [الإنجليزية]‏
- بروكلين

## أعلام
- أوري مكليف
- أهرون داوم
- هارون فرينكل
- شولي راند
- رافاييل هالبرين
- أوري غافرائيل